# Ertuğrul Sağlam
Ertuğrul Sağlam (Zonguldak, 19 novembre 1969) è un allenatore di calcio ed ex calciatore turco, di ruolo attaccante, tecnico del Kocaelispor.

## Palmarès

### Giocatore

#### Club

##### Competizioni nazionali
- Campionato turco: 1

Beşiktaş: 1994-1995
- Supercoppa di Turchia: 2

Beşiktaş: 1994, 1998
- Coppa di Turchia: 1

Beşiktaş: 1998

#### Competizioni internazionali
- Coppa dei Balcani per club: 1

Samsunspor: 1993-1994

### Allenatore

#### Club

##### Competizioni nazionali
- Campionato turco: 1

Bursaspor: 2009-2010

##### Competizioni internazionali
- Coppa Intertoto UEFA: 1

Kayserispor: 2006